# San Benedetto Val di Sambro
San Benedetto Val di Sambro est une commune italienne de la ville métropolitaine de Bologne, dans la région Émilie-Romagne.

## Histoire
Le 4 août 1974, pendant les années de plomb, l'attentat de l'Italicus Express a eu lieu sur le territoire de cette commune. Une bombe explosa alors dans la voiture no  5 de l'express Rome-Brennero, faisant 12 morts et 44 blessés. L'explosion aurait été encore plus meurtrière si le train avait explosé à l'intérieur du tunnel de San Benedetto Val di Sambro.
L'attentat a été revendiqué par le groupe néofasciste Ordine Nero (Ordre Noir) mais ses responsables n'ont jamais été identifiés.

## Administration
| Période                                  | Période | Identité | Étiquette | Qualité |
| ---------------------------------------- | ------- | -------- | --------- | ------- |
|                                          |         |          |           |         |
| Les données manquantes sont à compléter. |         |          |           |         |

### Hameaux
Sant'Andrea, Pian del Voglio, Monteacuto Vallese, Madonna dei Fornelli, Ripoli, Castel dell'Alpi, Montefredente, Qualto, Cedrecchia, Zaccanesca, Pian di Balestra

### Communes limitrophes
Castiglione dei Pepoli, Firenzuola, Grizzana Morandi, Monghidoro, Monzuno